# Survive (chanson de David Bowie)
Pour les articles homonymes, voir Survive.
Singles de David Bowie
Under Pressure (Rah Mix)
(décembre 1999) Seven
(juillet 2000)
Survive est une chanson de David Bowie parue en 1999 sur l'album 'hours...'.
Deuxième single tiré de l'album après Thursday's Child, elle se classe no 28 des ventes au Royaume-Uni. La version parue en single est un remix produit par Marius de Vries.

## Fiche technique

### Chansons
Toutes les chansons sont écrites et composées par David Bowie.
| 1. | Survive (Marius de Vries Mix)                               | 4:18 |
| 2. | Survive (Album Version)                                     | 4:11 |
| 3. | The Pretty Things Are Going to Hell (Stigmata Film Version) | 4:46 |

| 1. | Survive (Live)                  | 4:10 |
| 2. | Thursday's Child (Live)         | 5:37 |
| 3. | Seven (Live)                    | 4:07 |
| 4. | Survive (Live in Paris) (Video) |      |

### Musiciens
- David Bowie : chant, claviers, guitare acoustique
- Reeves Gabrels : guitare acoustique, guitare électrique, programmation, boucles, synthétiseur
- Mark Plati : basse, guitare acoustique, guitare électrique, programmation, boucles, mellotron
- Mike Levesque : batterie
- Brendan Gallagher : guitare supplémentaire sur le mix de Marius De Vries